# LisaGay Hamilton
LisaGay Hamilton (Los Angeles, 25 maart 1964) is een Amerikaanse actrice, filmregisseuse en filmproducente.

## Biografie
Hamilton is geboren in Los Angeles, maar bracht haar jeugd door in New York. Zij ging theater studeren aan de Carnegie Mellon University in Pittsburgh maar na één jaar werd zij toegelaten aan de New York University in New York en haalde haar diploma in 1985. In 1989 haalde zij haar bachelor of fine arts aan de Juilliard School in New York.
Hamilton vond haar liefde voor het acteren in het theater, zij begon met rollen in off-Broadway theaters. Zij heeft driemaal opgetreden op Broadway, in 1990 speelde zij in het toneelstuk The Piano Lesson als Grace, in 2004 speelde zij in het toneelstuk Gem of the Ocean als Black Mary en van 2018 tot en met heden speelt zij als Calpurnia (understudy) in het toneelstuk To Kill a Mockingbird.
Hamilton begon in 1985 met acteren voor televisie in de film Krush Groove hierna heeft zij nog meerdere rollen gespeeld in films en televisieseries. Het meest bekend is zij van haar rol in de televisieserie The Practice als Rebecca Washington, zij speelde deze rol in 145 afleveringen (1997-2003).
Hamilton is ook actief als filmregisseuse en filmproducente, in 2003 heeft zij een documentaire geregisseerd en geproduceerd genaamd Beah: A Black Woman Speaks. In hetzelfde jaar heeft zij ook een aflevering van de televisieserie The Practice geregisseerd.
Hamilton is in 2009 getrouwd en woont in Los Angeles.

## Prijzen[4]
- 2012 NAMIC Vision Awards in de categorie Beste Optreden – Drama met de televisieserie Men of a Certain Age – genomineerd.
- 2011 Gotham Awards in de categorie Beste Cast met de film Take Shelter – genomineerd.
- 2008 Black Reel Awards in de categorie Beste Cast met de film Honeydripper – genomineerd.
- 2005 Black Reel Awards in de categorie Beste regisseur met de documentaire Beah: A Black Woman Speaks – genomineerd.
- 2005 Gotham Awards in de categorie Beste Cast met de film Nine Lives – genomineerd.
- 2005 Image Awards in de categorie Beste Actrice met de film Nine Lives – gewonnen.
- 2003 AFI Fest in de categorie Documentaire Award met de documentaire Beah: A Black Woman Speaks – gewonnen.
- 2001 Screen Actors Guild Awards in de categorie Uitstekende Optreden door een Cast in een Dramaserie met de televisieserie The Practice – genomineerd.
- 2000 Screen Actors Guild Awards in de categorie Uitstekende Optreden door een Cast in een Dramaserie met de televisieserie The Practice – genomineerd.
- 2000 Black Reel Awards in de categorie Beste Actrice in een Bijrol met de film True Crime – genomineerd.
- 2000 Image Awards in de categorie Uitstekende Actrice in een Film met de film True Crime – genomineerd.
- 2000 Image Awards in de categorie Beste Actrice in een Dramaserie met de televisieserie The Practice – genomineerd.
- 1999 Screen Actors Guild Awards in de categorie Uitstekende Optreden door een Cast in een Dramaserie met de televisieserie The Practice – genomineerd.

## Filmografie[5]

### Films
Selectie:
- 2019: Ad Astra - als adjudant-generaal Vogel
- 2018: Vice - als Condoleezza Rice
- 2018: Beautiful Boy - als Rose
- 2013: Lovelace - als Marsha
- 2011: Beastly – als Zola
- 2011: Take Shelter – als Kendra
- 2009: The Soloist – als Jennifer Ayers
- 2008: Deception – als detective Russo
- 2005: Nine Lives – als Holly
- 2002: The Sum of All Fears – als kapitien Lorna Shiro
- 1999: True Crime – als Bonnie Beechum
- 1998: Halloween H20: 20 Years Later – als Shirley Jones (stem)
- 1997: Jackie Brown – als Sheronda
- 1995: Twelve Monkeys – als Teddy
- 1990: Reversal of Fortune – als Mary

### Televisieseries
Uitgezonderd eenmalige gastrollen.
- 2022 The Lincoln Lawyer - als rechter The Mary Holder - 5 afl.
- 2022 Winning Time: The Rise of the Lakers Dynasty - als Christine Johnson - 5 afl.
- 2022 The Dropout - als Judith Baker - 3 afl.
- 2018 - 2019 Sorry for Your Loss - als Bobby Greer - 4 afl.
- 2018 The First - als Kayla Price - 8 afl.
- 2016 Chance - als Suzanne Silver - 10 afl.
- 2016 House of Cards - als Celia Jones - 4 afl.
- 2013 Grey's Anatomy - als Dr. Connie Ryan - 2 afl.
- 2006 – 2013 Law & Order: Special Victims Unit – als Teresa Randall – 3 afl.
- 2009 – 2011 Men of a Certain Age – als Melissa – 20 afl.
- 1997 – 2003 The Practice – als Rebecca Washington – 145 afl.
- 1996 One Life to Live – als Dr. Laura Reed – 5 afl.
- 1994 All My Children – als Celia Wilson - ? afl.
- 1991 Way Cool – als ?? - ? afl.

- International Standard Name Identifier: 0000 0000 4142 4230
- Library of Congress Control Number: no99070744
- Nationale Bibliotheek van Israël: 987007438056205171
- Système universitaire de documentation: 145025829
- Virtual International Authority File: 51328254
- WorldCat: E39PBJqqCyCkCy8MMmxBfRqvpP